# Корикос
Корикос (грч. Κώρυκος; јерм. Կոռիկոս; тур. Kız Kalesi, лит. „девојачки замак“) је био древни град у Киликлији Трахеји, Анадолија, смештен на ушћу долине зване Şeytan deresi; локацију сада заузима град Кизкалеси (некада Горгос), провинција Мерсин, Турска.

## Град
Страбон не помиње град Корикос, али помиње рт тог имена на локацији, али град Корикос помињу Ливије, Плиније, Помпоније Мела и Стефан Византијски (Κωρυκος). У античко доба, Корикос је био важна лука и трговачки град. Била је то лука града Селеукије, где су 191. п. н. е. Римљани поразили флоту Антиоха Великог. У римско доба сачувао је своје древне законе; цареви су ту обично држали флоту да би пазили на гусаре. Корикос је такође био ковница новца у античко доба и пронађени су неки од његових новчића.
Корикос је контролисало Византијско царство. Јустинијан I је обновио јавна купалишта и болницу. Адмирал Еустахије Киминејанос је поново утврдио острво по налогу Алексија I Комнена почетком 12. века, додавши додатни замак на малом острву. Овај замак је касније назван „девојачки замак“, јер се прича да је краљ овде држао своју ћерку у заточеништву све док је змија отровница није убила. Проречено је да ће умрети од угриза змије. Тако су је одвели у замак на мору да је заштите, али змију су у корпи однели у замак, угризла је девојку и она је умрла. Корикос су освојили Јермени убрзо након што су га Византинци обновили.
До средине 14. века, Јермени су држали и копнене и острвске дворце, који су чували ову стратешку луку јерменског Краљевства Киликије. Симон, барон Корикоса, присуствовао је крунисању краља Левона I 1198/99. Каснији јерменски племићи задржали су власт на том подручју (уз неколико кратких прекида) до 1360. године, када је Петар I, кипарски краљ, отерао Мамелуке и преузео суверенитет. Крајем 14. века поново је пао под Турску власт. Од 1448. или 1454. године наизменично је припадао Караманидима, Египћанима, Караманидима по други пут и на крају Османском царству.

Археолошка истраживања објављена 1982. и 1987. године открила су да су Јермени одржавали (уз повремене поправке) једноставни византијски план копненог замка са правоугаоним двоструким зидовима, квадратним кулама и две капеле, а све су изграђене материјалима из оближњег касноантичког града. Једина оригинална јерменска грађевина је једна мала капела.  Дворац на острву има опсежне остатке обнове Јерменије. Острво је некада било повезано са копненом тврђавом лукобраном.
Рушевине града су обимне. Међу њима су тријумфални лук, некропола са прелепом хришћанском гробницом, саркофази итд. Два средњовековна замка, један на обали, други на острвцу, повезани руинираним молом, делимично су сачувани; први је био на гласу као неосвојив. Зидови замка на копну садрже много комада стубова; а мол великих нетесаних стена излази из једног угла тврђаве на стотинак метара преко залива. Пронађене су и три цркве, једна украшена фрескама. Зидови древног града могу се још увек наћи и чини се да има довољно остатака да се предузме пажљиво испитивање места.

## Епископија
Град фигурира у Хинерокловом синекдему и у документу Notitiae Episcopatuum од око 840. Бискупија на Корикосу је била под бискупом суфраганом од Тарса, главног града римске провинције на Киликији Прима, којој је Корикос припадао. Од бискупа, Герман је био на Првом цариградском сабору 381. године; Салустијус учествовао на Савету у Ефесу 431, а синод је одржан у Тарсу 434; на Четвртом васељенском сабору био је митрополит Теодорус, који је потписао акте савета у његово име; Архелај је отишао на синод који је сазвао цариградски патријарх Менас 536. године; Кипријан је био на Другом цариградском сабору 553. године; а Јоанес је учествовао на Трећем цариградском сабору 680. и Трулском сабору 692. године. После Четвртог крсташког рата, Корикос је постао седиште епископа Латинске цркве, од којих је један, по имену Герардус, учествовао на сабору у Антиохији 1136.    Корикос више није резиденцијално бискупијско насеље, а данас га Католичка црква наводи као насловно (титуларно) седиште.
Два јерменска натписа која су откривена у замковима Корикоса приписују његову изградњу Лаву I Јерменском, а затим Хетуму I.

## Корикоска пећина
У Корикоској пећини (данас Cennet and Cehennem), 20 стадија у унутрашњости, каже Страбон, расте најбољи крокус (шафран). Описао је ову пећину као велику рупу, кружног облика, окружену рубом камена, са свих страна знатне висине; спуштањем у ову шупљину утврђено је да је тло неравно и углавном каменито и испуњено грмљем; у неким деловима се узгаја шафран: овде се налази и пећина која садржи велики извор, која излива реку чисте, бистре воде, али она одмах тоне у земљу и под земљом улази у море: зову је Горка вода. Помпоније Мела има дугачак опис истог места, али више улепшан. Ово место је вероватно на врху планине изнад Корикоса.
Ово место је познато у грчкој митологији. То је Киликијска пећина Пиндара, као и Есхила и то је јазбина Зевсових најжешћих противника, чудовишта Тифона или Тифоеуса.

## Галерија
- Копнени замак Корикос
- Дворац Корикос, југозападни и југоисточни фронт
- Дворац Корикос, југозападни и југоисточни фронт
- Копнени замак Корикос, поглед са некрополе преко пута
- Копнени дворац Корикос, северозападни фронт
- Копнени замак Корикос, североисточна страна
- Копнени замак канала Корикос уз североисточну страну
- Копнени замак Корикос
- Копнени замак Корикос, поглед на североистока са могућим улазом у луку
- Копнени замак, канал уз североисточну страну
- Копнени замак Корикос, југоисточна страна
- Копнени замак Корикос, југоисточни фронт
- Копнени замак Корикос унутар југоисточних зидина
- Копнени замак Корикос, унутрашњост гледа на североисток
- Копнени замак Корикос
- Копнени замак Корикос
- Некропола и замкови Корикос
- Корикос, саркофаг
- Корикос, саркофази и црква
- Корикос црква
- Корикос црква
- Корикос црква
- Корикос црква
- Корикос црква
- Корикос црква